# Saison 2007-2008 de l'Arsenal FC
Maillots
Chronologie
Saison précédente Saison suivante
Le club de football londonien d'Arsenal participe lors de la saison 2007-2008 au championnat d'Angleterre, à la Coupe d'Angleterre, à la Coupe de la Ligue anglaise et à la Ligue des champions.

## Compétitions

### Championnat
Arsenal termine troisième du championnat d'Angleterre, remporté par Manchester United.
| Rang | Équipe            | Pts | J  | G  | N  | P  | Bp | Bc | Diff |
| ---- | ----------------- | --- | -- | -- | -- | -- | -- | -- | ---- |
| 1    | Manchester United | 87  | 38 | 27 | 6  | 5  | 80 | 22 | +58  |
| 2    | Chelsea           | 85  | 38 | 25 | 10 | 3  | 65 | 26 | +39  |
| 3    | Arsenal           | 83  | 38 | 24 | 11 | 3  | 74 | 31 | +43  |
| 4    | Liverpool         | 76  | 38 | 21 | 13 | 4  | 67 | 28 | +39  |
| 5    | Everton           | 65  | 38 | 19 | 8  | 11 | 55 | 33 | +22  |
| 6    | Aston Villa       | 60  | 38 | 16 | 12 | 10 | 71 | 51 | +20  |
| 7    | Blackburn         | 58  | 38 | 15 | 13 | 10 | 50 | 48 | +2   |
| 8    | Portsmouth        | 57  | 38 | 16 | 9  | 13 | 48 | 40 | +8   |
| 9    | Manchester City   | 55  | 38 | 15 | 10 | 13 | 45 | 53 | -8   |
| 10   | West Ham          | 49  | 38 | 13 | 10 | 15 | 42 | 50 | -8   |
| 11   | Tottenham         | 46  | 38 | 11 | 13 | 14 | 68 | 61 | +7   |
| 12   | Newcastle         | 43  | 38 | 11 | 10 | 17 | 45 | 65 | -20  |
| 13   | Middlesbrough     | 42  | 38 | 10 | 12 | 16 | 43 | 53 | -10  |
| 14   | Wigan             | 40  | 38 | 10 | 10 | 18 | 34 | 51 | -17  |
| 15   | Sunderland        | 39  | 38 | 11 | 6  | 21 | 36 | 59 | -23  |
| 16   | Bolton            | 37  | 38 | 9  | 10 | 19 | 36 | 54 | -18  |
| 17   | Fulham            | 36  | 38 | 8  | 12 | 18 | 38 | 60 | -22  |
| 18   | Reading           | 36  | 38 | 10 | 6  | 22 | 41 | 66 | -25  |
| 19   | Birmingham City   | 35  | 38 | 8  | 11 | 19 | 46 | 62 | -16  |
| 20   | Derby County      | 11  | 38 | 1  | 8  | 29 | 20 | 89 | -69  |

Pts = Points; J = Matchs joués; G = Matchs gagnés; N = Matchs nuls; P = Matchs perdus; Bp = Buts pour; Bc = Buts contre; Diff = différence de buts

### Coupe d'Angleterre
Arsenal élimine Burnley et Newcastle puis il est battu par Manchester United sur le score de quatre à zéro en huitième de finale.

### Coupe de la Ligue
Arsenal bat Newcastle, Sheffield et les Blackburn Rovers puis il est sorti de la compétition en demi-finale par Tottenham.

### Ligue des champions
Arsenal se classe deuxième du groupe H puis il élimine l'AC Milan en huitième de finale avant de quitter la compétition en quart de finale face au club anglais de Liverpool. 
| Rang | Équipe          | Pts | J | G | N | P | Bp | Bc | Diff |  | Résultats (▼ dom., ► ext.) |     |     |     |     |
| ---- | --------------- | --- | - | - | - | - | -- | -- | ---- |  | -------------------------- | --- | --- | --- | --- |
| 1    | FC Séville      | 15  | 6 | 5 | 0 | 1 | 14 | 7  | +7   |  | FC Séville                 |     | 3-1 | 4-2 | 2-1 |
| 2    | Arsenal         | 13  | 6 | 4 | 1 | 1 | 14 | 4  | +10  |  | Arsenal                    | 3-0 |     | 7-0 | 2-1 |
| 3    | Slavia Prague   | 5   | 6 | 1 | 2 | 3 | 5  | 16 | -11  |  | Slavia Prague              | 0-3 | 0-0 |     | 2-1 |
| 4    | Steaua Bucarest | 1   | 6 | 0 | 1 | 5 | 4  | 10 | -6   |  | Steaua Bucarest            | 0-2 | 0-1 | 1-1 |     |

| Match              | Club    | Aller | Total | Retour | Club      |
| ------------------ | ------- | ----- | ----- | ------ | --------- |
| Huitième de finale | Arsenal | 0-0   | 2-0   | 2-0    | Milan AC  |
| Quart de finale    | Arsenal | 1-1   | 3-5   | 2-4    | Liverpool |